# The Hits of Ray Anthony
The Hits of Ray Anthony è una raccolta su LP di Ray Anthony, pubblicato dalla Capitol Records nel 1960.

## Tracce
Lato A
1. Slaughter on Tenth Avenue – 5:44 (Richard Rodgers) – Registrato il 16 aprile 1952 al Capitol Studios di Hollywood, California
2. The Man with the Horn – 2:26 (Jack Jenney, Bonnie Lake, Eddie DeLange) – Registrato il 26 aprile 1950 a New York City, New York
3. Mr. Anthony's Boogie – 2:29 (George Williams, Ray Anthony) – Registrato il 16 ottobre 1950 al Capitol Studios di Hollywood, California
4. O Mein Papa – 2:40 (Paul Burkhard) – Registrato il 17 novembre 1953 al Capitol Studios di Hollywood, California
5. The Bunny Hop – 2:57 (Ray Anthony, Leonard Auletti) – Registrato l'8 marzo 1953 a Nashville, Tennessee
6. Thunderbird – 2:28 (Ray Anthony, George Williams) – Registrato il 12 dicembre 1952 al Capitol Studios di Hollywood, California

Durata totale: 18:44
Lato B
1. Dragnet – 2:50 (Walter Schumann) – Registrato il 20 luglio 1953 a New York City, New York
2. At Last – 2:38 (Harry Warren, Mack Gordon) – Registrato l'11 gennaio 1956 al Capitol Studios di Hollywood, California
3. Harlem Nocturne – 3:04 (Earle Hagen) – Registrato il 5 luglio 1950 a New York City, New York
4. Stardust – 3:05 (Hoagy Carmichael, Mitchell Parish) – Registrato il 21 febbraio 1950 al Capitol Studios di Hollywood, California
5. Dancing in the Dark – 2:35 (Arthur Schwartz, Howard Dietz) – Registrato il 13 luglio 1953 a New York City, New York
6. Tenderly – 2:35 (Walter Grosz, Jack Lawrence) – Registrato il 21 febbraio 1950 al Capitol Studios di Hollywood, California
7. When the Saints Go Marching in March – 2:30 (Tradizionale, arrangiamento di Ray Anthony) – Registrato il 3 aprile 1953 a Chicago, Illinois

Durata totale: 19:17

## Musicisti
Slaughter on Tenth Avenue
- Ray Anthony - tromba
- Bruce Bruckert - tromba
- Dean Hinkle - tromba
- Jack Laubach - tromba
- Knobby Liderbauch - tromba
- Keith Butterfield - trombone
- Tom Oblak - trombone
- Dick Reynolds - trombone
- Ken Trimble - trombone
- Earl Bergman - sassofono alto, clarinetto
- Jim Schneider - sassofono alto, clarinetto
- Bob Hardaway - sassofono tenore
- Billy Usselton - sassofono tenore
- Leo Anthony - sassofono baritono
- Fred Savarese - pianoforte
- Danny Perri - chitarra
- Billy Cronk - contrabbasso
- Archie Freeman - batteria
- George Williams - arrangiamenti

The Man with the Horn
- Ray Anthony - tromba
- Woody Faulser - tromba
- Chuck Mederis - tromba
- Marty White - tromba
- Keith Butterfield - tromba, trombone
- Tom Oblak - trombone
- Bob Quatsoe - trombone
- Dick Reynolds - trombone
- Earl Bergman - sassofono alto, clarinetto
- Steve Cole - sassofono alto, clarinetto
- Sam Ingrassia - sassofono tenore
- Bob Tricarico - sassofono tenore
- Leo Anthony - sassofono baritono
- Eddie Ryan - pianoforte
- Danny Gregus - chitarra
- Al Simi - contrabbasso
- Buddy Lowell - batteria
- George Williams - arrangiamenti

Mr. Anthony's Boogie
- Ray Anthony - tromba
- Woody Faulser - tromba
- Jack Laubach - tromba
- Tom Patton - tromba
- Marty White - tromba
- Keith Butterfield - trombone
- Tom Oblak - trombone
- Bob Quatsoe - trombone
- Dick Reynolds - trombone
- Earl Bergman - sassofono alto, clarinetto
- Steve Cole - sassofono alto, clarinetto
- Cliff Hoff - sassofono tenore
- Ed Martin - sassofono tenore
- Leo Anthony - sassofono baritono
- Ray Browne - pianoforte
- Al Hendrickson - chitarra
- Al Simi - contrabbasso
- Buddy Lowell - batteria
- George Williams - arrangiamenti

O Mein Papa
- Ray Anthony - tromba
- Jack Laubach - tromba
- Warren Kime - tromba
- Jack Holman - tromba
- Ray Triscari - tromba
- Phil Barron - trombone
- Sy Berger - trombone
- Dick Reynolds - trombone
- Ken Schrudder - trombone
- Earl Bergman - sassofono alto, clarinetto
- Jim Schneider - sassofono alto, clarinetto
- Bill Slapin - sassofono tenore
- Billy Usselton - sassofono tenore
- Leo Anthony - sassofono baritono
- Eddie Ryan - pianoforte
- Danny Perri - chitarra
- Don Simpson - contrabbasso
- Mel Lewis - batteria
- The Anthony Choir (gruppo vocale) - cori
- Dick Reynolds - arrangiamenti

The Bunny Hop
- Ray Anthony - tromba
- Bruce Bruckert - tromba
- Darryl Campbell - tromba
- Ray Triscari - tromba
- Dale Turner - tromba
- Sy Berger - trombone
- Vince Forrest - trombone
- Dick Reynolds - trombone
- Ken Schrudder - trombone
- Earl Bergman - sassofono alto, clarinetto
- Jim Schneider - sassofono alto, clarinetto
- Tom Loggia - sassofono tenore
- Bob Tricarico - sassofono tenore
- Leo Anthony - sassofono baritono
- Dave Sills - pianoforte
- Don Simpson - contrabbasso
- Archie Freeman - batteria
- George Williams - arrangiamenti

Thunderbird
- Ray Anthony - tromba
- Bruce Bruckert - tromba
- Darryl Campbell - tromba
- Ray Triscari - tromba
- Dale Turner - tromba
- Sy Berger - trombone
- Vince Forrest - trombone
- Dick Reynolds - trombone
- Ken Schrudder - trombone
- Earl Bergman - sassofono alto, clarinetto
- Jim Schneider - sassofono alto, clarinetto
- Tom Loggia - sassofono tenore
- Bob Tricarico - sassofono tenore
- Leo Anthony - sassofono baritono
- Fred Savarese - pianoforte
- Danny Perri - chitarra
- Billy Cronk - contrabbasso
- Archie Freeman - batteria
- George Williams - arrangiamenti

Dragnet
- Ray Anthony - tromba
- Jack Laubach - tromba
- Pat Roberts - tromba
- Ray Triscari - tromba
- Dale Turner - tromba
- Sy Berger - trombone
- Vince Forrest - trombone
- Dick Reynolds - trombone
- Ken Schrudder - trombone
- Earl Bergman - sassofono alto, clarinetto
- Jim Schneider - sassofono alto, clarinetto
- Bill Slapin - sassofono tenore
- Billy Usselton - sassofono tenore
- Leo Anthony - sassofono baritono
- Eddie Ryan - pianoforte
- Danny Perri - chitarra
- Don Simpson - contrabbasso
- Mel Lewis - batteria
- Sconosciuto - arrangiamenti

At Last
- Ray Anthony - tromba
- Frank Beach - tromba
- John Best - tromba
- Bob Fowler - tromba
- Ray Triscari - tromba
- Hoyt Bohannon - trombone
- Murray McEachern - trombone
- Dick Nash - trombone
- Abe Most - sassofono alto, clarinetto
- Willie Schwartz - sassofono alto, clarinetto
- Georgie Auld - sassofono tenore
- Charles Butler - sassofono tenore
- Leo Anthony - sassofono baritono
- Geoff Clarkson - pianoforte
- Al Hendrickson - chitarra
- Don Simpson - contrabbasso
- Larry Bunker - batteria
- Sconosciuto - arrangiamenti

Harlem Nocturne
- Ray Anthony - tromba
- Woody Faulser - tromba
- Chuck Mederis - tromba
- Marty White - tromba
- Keith Butterfield - tromba, trombone
- Tom Oblak - trombone
- Bob Quatsoe - trombone
- Dick Reynolds - trombone
- Earl Bergman - sassofono alto, clarinetto
- Steve Cole - sassofono alto, clarinetto
- Tom Arthur - sassofono tenore
- Bob Tricarico - sassofono tenore
- Leo Anthony - sassofono baritono
- Ray Browne - pianoforte
- Danny Gregus - chitarra
- Al Simi - contrabbasso
- Buddy Lowell - batteria
- George Williams - arrangiamenti

Stardust e Tenderly
- Ray Anthony - tromba
- Woody Faulser - tromba
- Chuck Mederis - tromba
- Marty White - tromba
- Keith Butterfield - tromba, trombone
- Tom Oblak - trombone
- Bob Quatsoe - trombone
- Dick Reynolds - trombone
- Earl Bergman - sassofono alto, clarinetto
- Steve Cole - sassofono alto, clarinetto
- Bob Tricarico - sassofono tenore
- Billy Usselton - sassofono tenore
- Leo Anthony - sassofono baritono
- Eddie Ryan - pianoforte
- Danny Gregus - chitarra
- Al Simi - contrabbasso
- Mel Lewis - batteria

Dancing in the Dark
- Ray Anthony - tromba
- Jack Laubach - tromba
- Pat Roberts - tromba
- Ray Triscari - tromba
- Dale Turner - tromba
- Sy Berger - trombone
- Vince Forrest - trombone
- Dick Reynolds - trombone
- Ken Schrudder - trombone
- Earl Bergman - sassofono alto, clarinetto
- Jim Schneider - sassofono alto, clarinetto
- Bill Slapin - sassofono tenore
- Billy Usselton - sassofono tenore
- Leo Anthony - sassofono baritono
- Eddie Ryan - pianoforte
- Danny Perri - chitarra
- Don Simpson - contrabbasso
- Mel Lewis - batteria
- George Williams - arrangiamenti

When the Saints Go Marching in March
- Ray Anthony - tromba, voce
- Darryl Campbell - tromba
- Pat Roberts - tromba
- Ray Triscari - tromba
- Dale Turner - tromba
- Sy Berger - trombone
- Vince Forrest - trombone
- Dick Reynolds - trombone
- Ken Schrudder - trombone
- Earl Bergman - sassofono alto, clarinetto
- Jim Schneider - sassofono alto, clarinetto
- Tom Loggia - sassofono tenore
- Billy Usselton - sassofono tenore
- Leo Anthony - sassofono baritono
- Dave Sills - pianoforte
- Earl Backus - chitarra
- Don Simpson - contrabbasso
- Archie Freeman - batteria
- Sconosciuto - arrangiamenti